# Proryv (film fra 2006)
Proryv (russisk: Прорыв) er en russisk spillefilm fra 2006 af Vitalij Lukin.

## Medvirkende
- Ildus Abrahmanov
- Andrej Abramov
- Andrej Bogdanov som Ivolgin
- Anton Borisov som Mytarin
- Oleg Stefan som Selivanov